# MeeBook
 Der er for få eller ingen kildehenvisninger i denne artikel, hvilket er et problem. Du kan hjælpe ved at angive troværdige kilder til de påstande, som fremføres i artiklen.

MeeBook er en digital læringsplatform, der anvendes i danske folkeskoler, ungdomsuddannelser og andre uddannelsesinstitutioner. Platformen er udviklet til at understøtte lærere i planlægning, gennemførelse og evaluering af undervisningsforløb samt at give elever adgang til læringsmaterialer, opgaver og andre ressourcer.
Platformen giver lærere mulighed for at oprette og dele undervisningsforløb, tilpasse materialer til elevernes behov og følge deres læringsprogression via evalueringsværktøjer. Eleverne kan tilgå undervisningsforløb, lektier og afleveringer.

## Anvendelse
MeeBook anvendes af flere kommuner og uddannelsesinstitutioner som en del af deres digitale læringsstrategi og kan integreres med andre digitale systemer, såsom læringsportaler og administrative systemer. Platformen indeholder funktioner, der understøtter differentieret undervisning, samarbejde og datadrevet læring.

### For lærere
MeeBook indeholder funktioner, der gør det muligt for lærere at organisere deres undervisning digitalt. Lærere kan oprette undervisningsforløb med tekst, video, billeder og interaktive opgaver. Derudover tilbyder platformen evalueringsværktøjer, der kan bruges til at følge elevernes fremskridt og give feedback.

### For elever
MeeBook giver eleverne adgang til deres undervisningsmaterialer, opgaver og feedback på en samlet platform. Ifølge udbyderen er platformen designet til at gøre læringsprocessen mere overskuelig og fleksibel.